# 愛しき悪友へ
「愛しき悪友へ」（いとしきともへ）はモーニング娘。誕生10年記念隊の2枚目のシングル。

## 内容
1作目に続くミディアムテンポでの曲で、コーラスワークを聴かせる作品である。

## 収録曲
全作詞・作曲：つんく
1. 愛しき悪友へ
編曲：高橋諭一
2. 未知なる未来へ
編曲：鈴木Daichi秀行
3. 愛しき悪友へ (Instrumental)

## 参加ミュージシャン
- 高橋諭一 - ギター、プログラミング(1)
- スティング宮本 - ベース(1)
- 高尾俊行 - ドラム(1)
- 五十嵐宏治 - 電子ピアノ(1)
- 後藤真希 - コーラス(1,2)
- 新垣里沙 - コーラス(1,2)
- 鈴木Daichi秀行 - ギター、プログラミング(2)
- 鎌田浩二 - ギター(2)